# Laurent Bel
Laurent Bel (Neuilly-sur-Seine, 25 de enero de 1966) es un deportista francés que compitió en esgrima, especialista en la modalidad de florete.
Ganó cinco medallas en el Campeonato Mundial de Esgrima entre los años 1989 y 1998, y dos medallas en el Campeonato Europeo de Esgrima, plata en 1999 y bronce en 1992.
Participó en los Juegos Olímpicos de Seúl 1988, ocupando el sexto lugar en el torneo por equipos y el 13.º en la prueba individual.

## Palmarés internacional
| Campeonato Mundial | Campeonato Mundial          | Campeonato Mundial | Campeonato Mundial  |
| Año                | Lugar                       | Medalla            | Prueba              |
| ------------------ | --------------------------- | ------------------ | ------------------- |
| 1989               | Denver (Estados Unidos)     | Medalla de bronce  | Florete por equipos |
| 1991               | Budapest (Hungría)          | Medalla de bronce  | Florete individual  |
| 1991               | Budapest (Hungría)          | Medalla de bronce  | Florete por equipos |
| 1997               | Ciudad del Cabo (Sudáfrica) | Medalla de oro     | Florete por equipos |
| 1998               | La Chaux-de-Fonds (Suiza)   | Medalla de plata   | Florete por equipos |
| Campeonato Europeo |                             |                    |                     |
| Año                | Lugar                       | Medalla            | Prueba              |
| 1992               | Lisboa (Portugal)           | Medalla de bronce  | Florete individual  |
| 1999               | Bolzano (Italia)            | Medalla de plata   | Florete por equipos |